# StudiVZ
StudiVZ — социальная сеть для студентов (в частности, для студентов колледжей и университетов в Европе), базирующаяся в Берлине, Германия. Название является сокращением от немецкого Studentenverzeichnis, которое означает «каталог студентов». Службы сервиса во многом сопоставимы с другими социальными сетями. По данным StudiVZ, она является одной из крупнейших социальных сетей в Европе, с (по некоторым данным) 15 миллионов аккаунтов по состоянию на сентябрь 2009 года в основном в немецкоговорящих странах — Германии, Швейцарии и Австрии.

## История
Сеть была создана в октябре 2005 года, в квартире в Берлине двумя студентами по имени Эссан Дариани (впоследствии ставший CEO) и Деннис Бемманн и была профинансирована инвестором Лукашом Гадовски (Lukasz Gadowski). Также в проект были инвестированы неназванные суммы от компаний Georg von Holtzbrinck Publishing Group, Samwer brothers (основатели рингтон-поставщика Jamba!), и других источников. Осенью 2006 года аналогичные услуги были запущены во Франции (StudiQG), Италии (StudiLN), Испании (EstudiLN) и Польше (StudentIX). В феврале 2007 года была запущена другая версия, под названием SchülerVZ, нацеленная на учащихся средней школы, имеющая около трех миллионов пользователей. По состоянию на 2010, StudiVZ сообщил, что имеет более чем 16 миллионов пользователей.
В январе 2007 года, StudiVZ был продан одному из своих инвесторов, Georg von Holtzbrinck Publishing Group, немецкой группе, которая владеет издательскими компаниями по всему миру. Точных данных о цене покупки не сообщается, но, по слухам, варьируется от 20 до «более 100 миллионов евро». В феврале 2008 года был запущен ещё один вариант нестуденческой сети, под именем meinVZ.

## Особенности
StudiVZ предоставляет несколько возможностей для её пользователей. Студенты могут заполнять и поддерживать личную страницу, содержащую информацию об их имени, возрасте, интересах, месте обучения и членстве в группах в рамках StudiVZ. У них есть возможность загружать фотографии на свои персональные страницы. Благодаря функции поиска можно найти бывших одноклассников, сокурсников или людей с похожими интересами. Группы в StudiVZ имеют свои собственные страницы и форум, открытый для членов группы. Кроме того, StudiVZ предоставляет приватную службу обмена сообщениями.

## Критика
Наиболее распространенным упреком к сайту является его сильное сходство с Facebook. Дариани признает, что его сайт основан на идее Facebook.
В начале ноября 2006 года StudiVZ получила некоторую известность за пределами своего региона (а также в англоговорящих странах), когда слово было определено как самый популярный поисковый запрос на Technorati, даже затмив бывшего министра обороны США Дональда Рамсфелда, который только что ушел в отставку. Это произошло после масштабных обсуждений в немецкой блогосфере, связанных, в основном, с проблемами производительности сервера, вопросах конфиденциальности, интернационализации.
Некоторые блогеры также опубликовали критический отчет по спекуляциям компании, обвиняя её в спаме, киберсквоттинге и чрезмерной зависимости от энтузиазма добровольцев. Компания пыталась ответить на некоторые замечания, но критика не ослабевает. В марте 2007 года Дариани отказался от управления, но вошел в директорат.
В феврале 2007 года хакеры взломали StudiVZ и украли данные пользователей, включая пароли и адреса электронной почты. В результате, пароли всех пользователей должны были быть изменены.
В августе 2007 года StudiVZ был подвергнут критике за кампанию вирусного видео с провокационным содержанием. Например, одно видео показывало, как члены банды убивали вегетарианца и скармливали его свиньям.
Facebook подала в суд на StudiVZ в Калифорнийский федеральный суд 18 июля 2008 года за кражу идеи, функций и услуг. По официальному заявлению: «Как и в любой контрафактный продукт, StudiVZ не контролирует стандарты качества услуг, функций и конфиденциальности, что негативно сказывается на подлинном товаре».